# Брюер-сюр-Уаз
Брюер-сюр-Уаз (фр. Bruyères-sur-Oise) — муниципалитет во Франции, в регионе Иль-де-Франс, департамент Валь-д'Уаз. Население — 3248 человек (2006).
Муниципалитет расположен на расстоянии около 35 км севернее Парижа, 24 км северо-восточнее Сержи.

## Демография
Динамика населения (Cassini и INSEE):